# Tomasz Sadowski
Tomasz Kazimierz Sadowski (ur. 4 marca 1943, zm. 29 grudnia 2019 w Chudobczycach) – polski działacz społeczny, psycholog, przewodniczący zarządu Fundacji Pomocy Wzajemnej „Barka”.

## Życiorys
Z wykształcenia był psychologiem, absolwentem Uniwersytetu im. Adama Mickiewicza. Pracował w wyuczonym zawodzie w jednostkach penitencjarnych, organizował obozy resocjalizacyjne dla młodocianych przestępców. W latach 80. zorganizował ośrodek rehabilitacji przeznaczony dla byłych pacjentów szpitali psychiatrycznych.
Był organizatorem wspólnot „Barka”, tworzącej m.in. domy pomocy dla osób pochodzących z zaniedbanych grup społecznych i walczącej z tzw. wykluczeniem społecznym. Pomiędzy 1989 a 2004 opracowywał mechanizmy pomocy zawodowej i ekonomicznej, obejmujące projekty socjalno-edukacyjne, tworzenie spółdzielni socjalnych, farm ekologicznych, projekty przeciwdziałania bezdomności i inne. Po powołaniu w III RP Fundacji Pomocy Wzajemnej „Barka” stanął na czele jej zarządu. Był też organizatorem Sejmiku Organizacji Pozarządowych, powoływany do różnych ciał doradczych związanych z trzecim sektorem.
W 2005 wstąpił do Partii Demokratycznej, z jej ramienia bez powodzenia kandydował w tym samym roku do Senatu i w 2006 do sejmiku wielkopolskiego. W 2007 został prezesem zarządu Obywatelskiego Instytutu Monitoringu i Rekomendacji Sp. z o.o., związanego z „Barką”.
W 2011 prezydent Bronisław Komorowski odznaczył go Krzyżem Oficerskim Orderu Odrodzenia Polski.
W 2014 został oficjalnie przyjęty do kenijskiego plemienia Pokomo, zasiadł w radzie starszyzny tego plemienia, stając się tym samym jednym z trzydziestu tamtejszych wodzów.